# 複写
複写 （ふくしゃ） とは、機材を用いて、図書、雑誌、新聞など紙媒体を、別の紙に写し取ること。コピー（英:copy・copying）。
なお、複写は紙に写し取るものであるから「有体物への再製」である。ただし、有体物への再製と「有形的に再製」とは意味が異なるので要注意である。
これと似た言葉に、筆などの筆記用具を用いた「筆写」、元の媒体と同じ物を再現する「複製」の語がある。

## 権利者が定めた世代以上の複製
「複製」については、日本国著作権法第2条第2項第15号では「印刷、写真、複写、録音、録画その他の方法により有形的に再製すること」と定義されている。日本語で「コピー」といった場合、権利者が定めた世代以降の複製という含意がある。日本語の「コピー」の語源となった英語の「 copy 」にはこうした含意はなく、すべての複製物を指す。正規の許諾を受けた出版物も、作家の直筆原稿でない以上は「 copy 」である。

## 図書館における複写
図書館での複写は、コイン式複写機を設置しているところと、専用のカウンターに申し込んで行うところがある。前者はおもに市町村立の図書館、大学図書館に多く見られ、省力化が図れる。後者は都道府県以上の大図書館に多く見られ、料金が比較的高額であるが、図書館資料の損傷を少なくできる。

### 著作権法
前述したコイン式複写機は、コンビニエンスストアなどに設置された事から多数の場所で利用できる。本来許諾なき複写を禁じられている「著作物」であっても、複写を許諾なく可能であるのは、著作権法第30条で、「個人または家庭内その他これに準ずる限られた範囲内」においての使用を目的とする場合（いわゆる「私的複製」）で、専ら公衆利用のために設置され、ゼロックスのように文書又は図画の複製に供する自動複製機器を用いてコピーをする場合には、当分の間の暫定措置として（同法附則第5条の2）、複写物を利用する者が複写できると定められていることによる。
このようなコイン式複写機を用いた複写を図書館で行う場合には、同法30条による私的複製の規定は適用されない。なぜならば、図書館内に所蔵する図書館資料を目的物として、図書館内に管理される複写機を用いた複写は公的なものであり、もはや私的な範囲には当らず、また著作権法上の複製の主体は資料の複製を希望する利用者ではなく、資料管理者である図書館であるためである。
以上から、図書館において前者のようにコイン式複写機を用いてコピーを行う場合も、後者のようにカウンターを通じて複写を申し込む場合においても、著作権法31条の要件を満たした場合に限り、著作権者の許諾なく図書館が複写を行うことができる。なお、著作権者の許諾を得て複製した場合には、著作権法31条の要件を満たさなくとも、許諾の範囲内で複写を行うことが可能である。
図書館でコイン式複写機を用いて資料を複写する場合については、文献複写の主たる権利管理団体である社団法人日本複写権センターと利用者側である大学図書館団体等との話し合いを通じて、以下の要件を満たす場合には、著作権法31条の要件を満たすもの、と考えられている。
- 図書館が文献複写のために利用者の用に供する各コピー機について、管理責任者（及び運用補助者）を定める。
- コピー機の管理責任者は、司書またはそれに準じた者とする。
- 図書館は、各コピー機の稼動時間を定めて掲示する。
- コピー機の管理責任者は、管理するコピー機による文献複写の状況を随時監督できる場所で執務する。
- 図書館は、コピー機の稼動記録を残す。

ところが、図書館職員を複写サービスへ割けないなどの事情から、図書館側が利用者に補助をさせるという建前で、実際は上記の1〜5の要件を満たすことなく、利用者（または管理者としての図書館）が違法に直接複写物を作成する例が多くなっている。また、複写物作成の費用（=コピー代）を利用者が現在負担している所が多い。図書館利用無料の原則の建前（図書館法第17条）からすれば、本来は図書館が公的負担により利用者のコピー代を負担すべきものであるが、図書館の予算の限界と、経済的負担を課すことにより利用者の複写要求を抑制するという考えから、負担させているものである。セルフ・コピーサービスの提供は、図書館内で、求める資料を迅速に複写物を入手したいという利用者の要求に応えるという側面もある。
なお、著作権法30条も31条も、図書などの著作権を有する者が、本来であれば第三者が勝手に複写を行うことを禁止できる権利の行使を、例外的に抑えるという規定（権利制限規定）に過ぎず、図書館や利用者が複写について権利（法定複製権など）を有するものではなく、単に権利者の権利行使の抑制の反射的利益を享受するに過ぎない。また、図書などの著作物にアクセスする権利は、著作権法上の規定がなく、保障もされていない。

### 横浜市立図書館での事例
公立図書館の利用者からのクレーム・要望として、自己の経済力や社会的地位を超えた要求がある。これは、公立図書館の無料利用の原則（図書館法第17条）の建前への依存によるものである。その中でも上位に挙がるのが、図書館資料の複写を一部分しか行えないことや、著作権法上の要件を満たした複写依頼であるかを審査するために必要な、複写申込書の提出などの手続における手間である。複写サービスをめぐる利用者と図書館員とのトラブルは日常的にあり、その原因として著作権法が大方の国民に馴染みがないことが指摘されている。
横浜市立図書館では、このような要望に対して、
「平成11年4月から、長年、市立図書館で行ってきた著作権法第31条による調査研究の用に供する複写はそのまま行いつつ、著作権法第30条による私的使用のための複写も館内でできるように」
とした。その理由として同図書館は、
「街中に複写機が溢れ、コンビニ等で気軽に複写が可能になり、図書館への特別な措置として著作者の権利を制限したものであったはずの第31条が、利用者にとっては複写への規制の方が大きく、制限がより意識されるようになったため」
としている。また、この運用により、以下のメリットが生じると説明している。
「この複写機の設置により、持ち込み資料の複写も可能になるとともに、資料の無断持ち出しや切り抜き等の不正利用から、所蔵資料を守ることもできる」
この回答に対して、前記質問をした市民から
「前回回答では、コンビニ等でのコピーと比較していますが、コンビニ等では、100パーセント持ち込み資料のコピーであり、万一店内の本や雑誌をコピーしようとすれば、店員に止められるでしょう。図書館のコピーはほぼ100パーセント館内資料のコピーなので、一概にコンビニ等と同一視はできないと思います」
との疑問が出された。同図書館からは、
「著作権法第31条の制定当時に比べて、格段に複写機が普及し、気軽に複写ができるようになった現在では、私的使用のための利用が圧倒的に多くなったことや、手続が煩わしい、持ち込み資料の複写はできないといった苦情が多く寄せられていたことを受けての措置」
であり、
「複写をする際に問題なのは、どこに設置された複写機であるかではなく、使用者一人ひとりが著作権法の趣旨を理解し、自らの責任で複写をすることだと考えています」
との回答がなされている。
しかし、同一の図書館で著作権法30条と31条を併用して資料を複写できるいう考え方自体、公的な場である図書館での複写と、暫定措置として認められるコンビニでの複写を混同しているものといえ、法律の解釈・運用上破綻していると思われる。
また、著作権法を理由に複写を行えないことについて苦情を寄せる者に、「使用者一人ひとりが著作権法の趣旨を理解し、自らの責任で複写をすること」を期待するのは、困難と考えられる。
以上のような横浜市立図書館による複写サービスについては、図書館側として南亮一が、出版社側として松本功が論考を出している。南が「「勇気ある」決断」としているのに対して、松本は「利用者の過剰な要望に応対する図書館の実状」としている。また社団法人日本複写権センターが批判している。
- 南亮一「横浜市立図書館の「勇気ある」決断  ―著作権法第30条によるコピーサービスの実施―」カレントアウェアネスNo.248（2000）
- 松本功「横浜市立図書館18館でセルフコピーサービスを導入 著作権法31条に抵触か」新文化2001.2.15号
- （社）日本複写権センター「オピニオン／図書館におけるコピーサービス」コピライト477号（2001） 67-68頁

### ガイドラインなどによる図書館資料の複写の試み
従来の図書館複写の実務においては、著作権法31条の要件を満たすか、著作権者の許諾を得たかの2つの場合に限って行うことを、図書館複写運営規則（例えば、国立国会図書館資料利用規則第31条）の規定に沿って行っていた。しかし、より柔軟に複写を行うために、図書館団体が著作権管理団体とガイドラインなどを締結し、著作権法の例外規定によらない、契約による著作権処理を行うようになり（その例としては、「大学図書館間協力における資料複製に関するガイドライン」、「図書館間協力における現物貸借で借り受けた図書の複製に関するガイドライン」など）、著作権が当事者間の契約を基本とする民事法上の私権であることに着目し、許諾処理により円滑に利用者の要望に対応するという、現実的な対応を始めている。国立国会図書館においては、平成18年10月4日に「図書館間貸出しにより館が貸し出した資料の借受館における複写（借受館複写）を許容することに伴い」、「あらかじめ館の承認を受けた図書館等は、貸出しを受けた資料（館長が定めるものに限る。）の複写物を利用者の求めに応じて提供することができる。」（国立国会図書館資料利用規則第50条第4項）との規定が設けられ、同月23日より同規定が施行された。
また、文部科学白書などを始め、書籍に「自由利用マーク」（例えば「「プリントアウト・コピー・無料配布」OKマーク」など）が付され、ある一定の範囲内であれば、全部複写が事前に許諾された著作物が増加しており、著作権者と利用者間の契約・取決めにより、円滑に複写できる事例が増えている。
- 著作権法第31条の運用に関する2つのガイドライン（日本図書館協会ホームページ）